# سنگ آتشفشانی

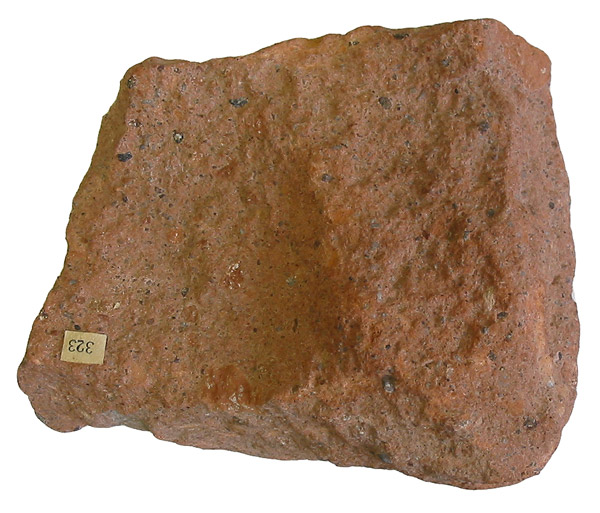
ایگنمبریت از رسوبات جریان آذرآواری است.

سنگ آتشفشانی (اغلب در متون علمی به اختصار آن‌ها را آتشفشانی‌ها می‌نامند) نوعی سنگ است که از گدازه خروجی از آتشفشان تشکیل شده و به‌صورت ماگمای گداخته در سطح زمین به سرعت سرد شده است. مفهوم سنگ آتشفشانی مانند همه انواع سنگ مصنوعی است و در طبیعت سنگ‌های آتشفشانی به دسته‌های سنگ نیمه‌آتشفشانی و سنگ دگرگونی درجه‌بندی می‌شوند و عنصر مهمی از برخی رسوبات و سنگ‌های رسوبی را تشکیل می‌دهند. به این دلایل، در زمین‌شناسی، سنگ‌های آتشفشانی و سنگ‌های نیمه‌آتشفشانی کم‌عمق همیشه متمایز از یکدیگر در نظر گرفته نمی‌شوند.

## ویژگی‌ها
سنگ‌های آتشفشانی دارای ویژگی‌های زیر هستند:
- به علت سرد شدن سریع، دارای شیشه هستند یا آنقدر ریزدانه‌اند که نمی‌توان مواد آن‌ها را تعیین کرد.
- در مقاطع نازک ساختمان‌هایی مانند چینه‌شناسی، حالت جریانی، حباب‌ها، لکه‌ها و رگه‌های حاصل از تفکیک شدن یا اختلاط ناپذیری و حفره‌های خالی یا پرشده را نشان می‌دهند.
- وجود شیشه‌ها و ریزدانه‌ها در سنگ‌های آتشفشانی باعث می‌شود که وجود مواد و کانی‌های رنگی در مقایسه با سنگ‌های درونی نمود بیشتری داشته باشد.
- ساخت‌های صحرایی سنگ‌های آتشفشانی در مقایسه با سنگ‌های درونی متنوع‌تر هستند.
- اغلب سنگ‌های آتشفشانی دارای دو بخش هستند: الف) فنوکریست‌ها یا درشت‌بلورها که به‌طور معمول قبل از استقرار سنگ در جایگاه اصلی آن تشکیل شده‌اند. ب) خمیره ریزدانه یا شیشه‌ای که بلورهای درشت در آن‌ها جای دارند.

## اندازه
سنگ‌های آتشفشانی بر اساس محیط تشکیل و اندازه ذرات طبقه‌بندی می‌شوند. این سنگ‌ها می‌توانند از جریان‌های گدازه سرچشمه بگیرند یا به صورت انفجاری به عنوان مواد تکه‌تکه شده‌ای به نام آذرآوار یا تِفرا به بیرون پرتاب شوند.
- گدازه – هنگامی که سنگ مذاب فوران می‌کند و در سطح زمین جامد می‌شود، سنگ‌های آتشفشانی منسجمی مانند بازالت، آندزیت و ریولیت را تشکیل می‌دهد. اندازه و ساختار سازندهای گدازه متفاوت است، که انواع متداول آن شامل جریان گدازهٔ ریسمانی (pahoehoe) و گدازه Aʻā (گدازه خشن و دندانه‌دار) است.
- آذرآوار (تِفرا) – مواد آتشفشانی تکه‌تکه‌ای که در طول فوران‌ها به بیرون پرتاب می‌شوند و که در اندازه و ترکیب متفاوت هستند. تفرا به دسته‌های زیر تقسیم می‌شود.

- بمب آتشفشانی – قطعات بزرگ و نیمه‌مذاب خارج‌شده از آتشفشان که پیش از رسیدن به زمین سخت و جامد می‌شوند. بمب‌های آتشفشانی اغلب به دلیل پرواز در هوا، اشکال آیرودینامیکی پیدا می‌کنند.
- لاپیلی – قطعات سنگی با قطر بین ۲ تا ۶۴ میلی‌متر که از قطرات گدازه یا مواد آتشفشانی شکسته تشکیل شده‌اند. از تجمع لاپیلی ممکن است سنگ‌های برش یا توف آتشفشانی تشکیل شود.
- خاکستر آتشفشانی – ذرات ریز (کوچک‌تر از ۲ میلی‌متر) سنگ پودرشده، کانی‌ها و شیشه که در طی فوران‌های انفجاری ایجاد می‌شوند. خاکستر آتشفشانی می‌تواند مسافت‌های طولانی را طی کرده و بر کیفیت هوا و اقلیم تأثیر بگذارد.

اندازه و محل سنگ‌های آتشفشانی بر توزیع، خواص فیزیکی و تأثیر آن بر محیط تأثیر می‌گذارد.
|                        |                                       | نهشته‌های آذرآواری                    |                                          |
| اندازه آوار به میلی‌متر | آذرآوار                               | عمدتاً سفت‌نشده: تِفرا                  | عمدتاً سفت‌شده: سنگ آذرآواری               |
| بزرگ‌تر از ۶۴ میلی‌متر   | بمب، بلوک                             | آگلومرا، بستر بلوک یا بمب، بلوک تفرا | آگلومرا، بِرش آذرآواری                    |
| ۲ تا ۶۴ میلی‌متر        | لاپیلی                                | لایه، بستر لاپیلی یا لاپیلی تفرا     | توف لاپیلی                               |
| ۱/۱۶ تا ۲ میلی‌متر      | خاکستر درشت‌دانه                       | خاکستر درشت                          | درشت (توف خاکستر)                        |
| کوچک‌تر از ۱/۱۶ میلی‌متر | دانه خاکستر ریزدانه (دانه گرد و غبار) | خاکستر ریز (گرد و غبار)              | توف ریز (خاکستر) یا توف گرد و غبار نوع ۳ |